# Sphecodes spinulosus
Sphecodes spinulosus là một loài Hymenoptera trong họ Halictidae. Loài này được Hagens mô tả khoa học năm 1875.